# Уиллоуби, Несбит
Несбит Уиллоуби (англ. Nesbit Josiah Willoughby; 1777 — 19 мая 1849) — английский адмирал эпохи наполеоновских войн.

## Биография
Является потомком известного мореплавателя XVI века Хью Уиллоби. Поступил на морскую службу в 1790 году. В 1801 году участвовал в Копенгагенском сражении, а позже в ряде морских боев с французами.
В 1812 году, в чине полковника, служил в рядах русской армии, где был несколько раз ранен и под Лейпцигом потерял руку, за что получал от России пенсию до самой смерти.
Отличался храбростью, был 70 раз ранен из огнестрельного оружия, несколько раз холодным оружием, потерял глаз, часть подбородка и руку. Два года был в плену в Триполи и три раза терпел кораблекрушения. Он был превосходный пловец; во время одного из своих крушений, держась за весло, пробыл на воде 10 часов; когда бежал из плена, то без всякой помощи проплыл 2 мили, пока не был взят мимо проходившим кораблем.